# Библиотека по подписке

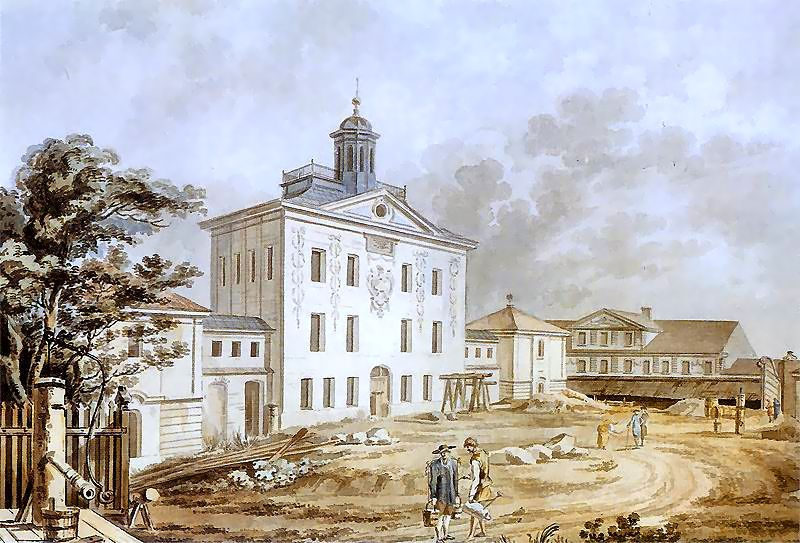
Biblioteka Załuskich, построенная в Варшаве в середине 18 века.

Библиотека по подписке (также членская или подписная) — это библиотека, которая финансируется за счёт частных средств либо за счёт членских взносов, либо за счёт пожертвований. В отличие от публичной библиотеки, доступ часто ограничивается членами, но права доступа также могут быть предоставлены не членам, например студентам.

## Происхождение

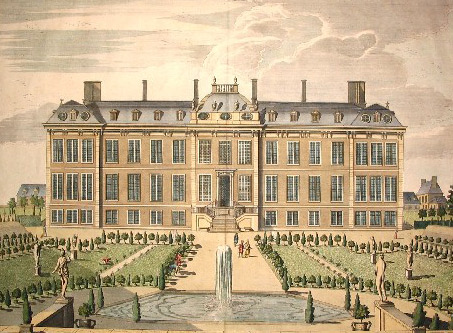
Британский музей был основан в 1751 году и имел библиотеку, содержащую более 50 000 книг.

В XVIII веке практически не было публичных библиотек в том смысле, в котором мы сейчас понимаем этот термин, то есть библиотеки, предоставляемые из государственных фондов и свободно доступные для всех. Только одна важная библиотека в Великобритании, Библиотека Четема в Манчестере, была полностью и бесплатно доступна для публики. Однако в течение столетия возникла целая сеть предоставления библиотек на частной или институциональной основе.
Рост светской литературы в это время стимулировал создание коммерческих библиотек по подписке. Многие небольшие частные книжные клубы превратились в библиотеки по подписке, взимающие высокие ежегодные сборы или требующие от подписчиков покупать акции. Подписные библиотеки, в свою очередь, будут использовать эти доходы для расширения своих коллекций, а затем для создания собственных публикаций. В отличие от публичной библиотеки доступ часто был ограничен для членов. Некоторые из самых ранних подобных учреждений были основаны в Англии конца XVII века, например, Библиотека Четема в 1653 году, библиотека Иннерпеффрея в 1680 году и библиотека Томаса Плюма в 1704 году. В американских колониях Библиотечная компания Филадельфии была основана в 1731 году Бенджамином Франклином в Филадельфии, штат Пенсильвания. Уплатив первоначальный взнос и ежегодные взносы, члены имели доступ к книгам, картам, окаменелостям, старинным монетам, минералам и научным инструментам. Первая библиотека по подписке в Канаде была сформирована в 1800-х годах в Ниагаре.
Материалы, доступные подписчикам, как правило, были сосредоточены на определённых предметных областях, таких как биография, история, философия, теология и путешествия, а не на художественных произведениях, особенно на романах.
Подписные библиотеки носили демократичный характер; созданы сообществами местных подписчиков и для них, которые стремились создать постоянные коллекции книг и материалов для чтения, а не продавать свои коллекции ежегодно, как это делали библиотеки с платной выдачей книг, чтобы собрать средства для поддержки своих других коммерческих интересов. Несмотря на то, что подписные библиотеки часто создавались читательскими обществами, комитеты, избираемые подписчиками, выбирали для коллекции книги, которые были общими, а не нацелены на конкретную религиозную, политическую или профессиональную группу. Отобранные для коллекции книги были выбраны потому, что они были бы взаимовыгодны для акционеров. Комитет также выбрал библиотекарей, которые будут управлять распространением материалов:147–148.
Библиотеки по подписке также назывались «проприетарными» библиотеками из-за ожиданий, что подписчики не только платят ежегодную плату, но и должны инвестировать в акции. Эти акции могут быть переданы путем продажи, дарения или завещания. Многие не могли позволить себе покупать акции, чтобы стать членами, даже если они, возможно, принадлежали к читальным клубам:148–149.

### Библиотеки с платной выдачей книг

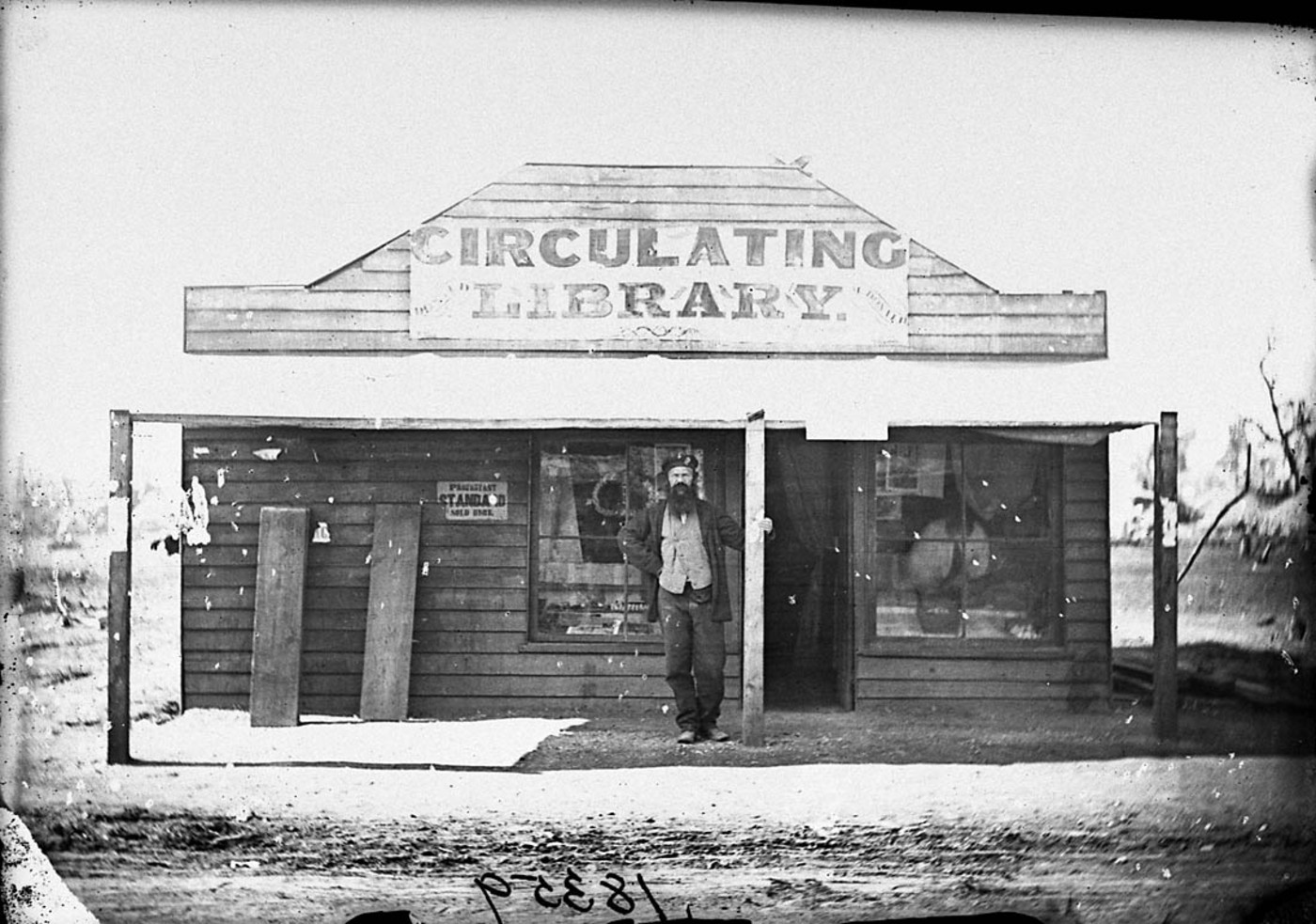
Библиотека с платной выдачей книг и магазин канцелярских товаров, Гулгонг, Австралия, 1870 г.

Рост производства и спроса на художественную литературу, вызванный повышением уровня грамотности и расширением коммерческих рынков, привел к росту библиотек с платной выдачей книг, которые удовлетворяли потребность, которую библиотеки по подписке не удовлетворяли.
Уильям Бато открыл свое коммерческое предприятие в двух местах в Лондоне в 1737 году и утверждал, что это «Первоначальная библиотека с платной выдачей книг». Одна из первых библиотек подобного типа, возможно, даже была создана в середине XVII века; в издание «Том Тайлер и его жена» в 1661 году Фрэнсис Киркман включил каталог из 690 пьес, который, как он утверждал, был готов предоставить «по разумным соображениям» из своего помещения в Вестминстере.

Библиотеки с платной выдачей книг взимают с пользователей абонентскую плату и предлагают серьёзную тематику, а также популярные романы, что затрудняет четкое различение находящихся в обращении библиотек от подписных. Иногда подписные библиотеки называли себя «библиотеками с платной выдачей книг», и наоборот.
«Многие обычные библиотеки, работающие по подписке, могут называть себя „подписными“ библиотеками, потому что они взимали плату за подписку, в то время как самые ранние частные библиотеки с подпиской, такие как Лидс, Уоррингтон или Ливерпуль, в своих названиях описывают себя как „циркулирующие“ библиотеки. Поскольку многие находящиеся в обращении библиотеки назывались в честь города, в котором они находились, часто бывает трудно отличить тип конкретной библиотеки, тем более что многие из них известны потомкам только по сохранившимся книжным этикеткам, не имеющим ничего, кроме названия, для идентификации».
В Великобритании в 1800 году было открыто более 200 коммерческих библиотек, что более чем вдвое превышает количество подписных и частных частных библиотек, которые работали в то же время. Многие владельцы потворствовали самой модной клиентуре, уделяя много внимания тому типу магазина, который они предлагали, пышным интерьерам, большому количеству места и долгим часам обслуживания. «Эти» библиотеки «сегодня назывались бы арендными коллекциями».
С появлением бесплатных публичных библиотек в XIX веке большинство подписных библиотек было заменено или передано властям.

### Научные общества
В Лондоне многочисленные любители науки, любители, профессионалы, сосредоточенные на сравнительно небольшой географической территории, начали формировать уникальное развитие — научное общество:
«Эти общества представляют собой добровольные ассоциации мужчин и женщин, которые объединились, потому что они заинтересованы в целях и задачах, которым служат общества, и они чувствуют, что могут лучше преследовать эти интересы как члены общества, а не как личности. Таким образом, библиотеки были собраны вместе для того, чтобы служить объектам, которым посвящены различные общества, и они делают это, по большей части, служа своим членам»:242.
Библиотеки научного общества были частными, но принадлежали большим группам людей. Материалы часто предоставлялись или заимствовались квалифицированными лицами или учреждениями за пределами общества. Научные Общества были сосредоточены на физических и биологических науках, и часто сотрудничали с другими группами, такими как Королевское общество.
Эксклюзивные подписные библиотеки, старейшей из которых в мире является Химическое общество в Лондоне, были основаны в 1841 году для общего развития химии . Его основная цель заключалась в том, чтобы направлять и направлять оригинальные исследования в области химии, а также распространять эти знания посредством дискуссий, лекций и собственного журнала:243–246.

## Текущие членские библиотеки

### Австралия
- 1833: Сиднейская школа механиков
- 1839: Мельбурнский Атенеум

### Канада

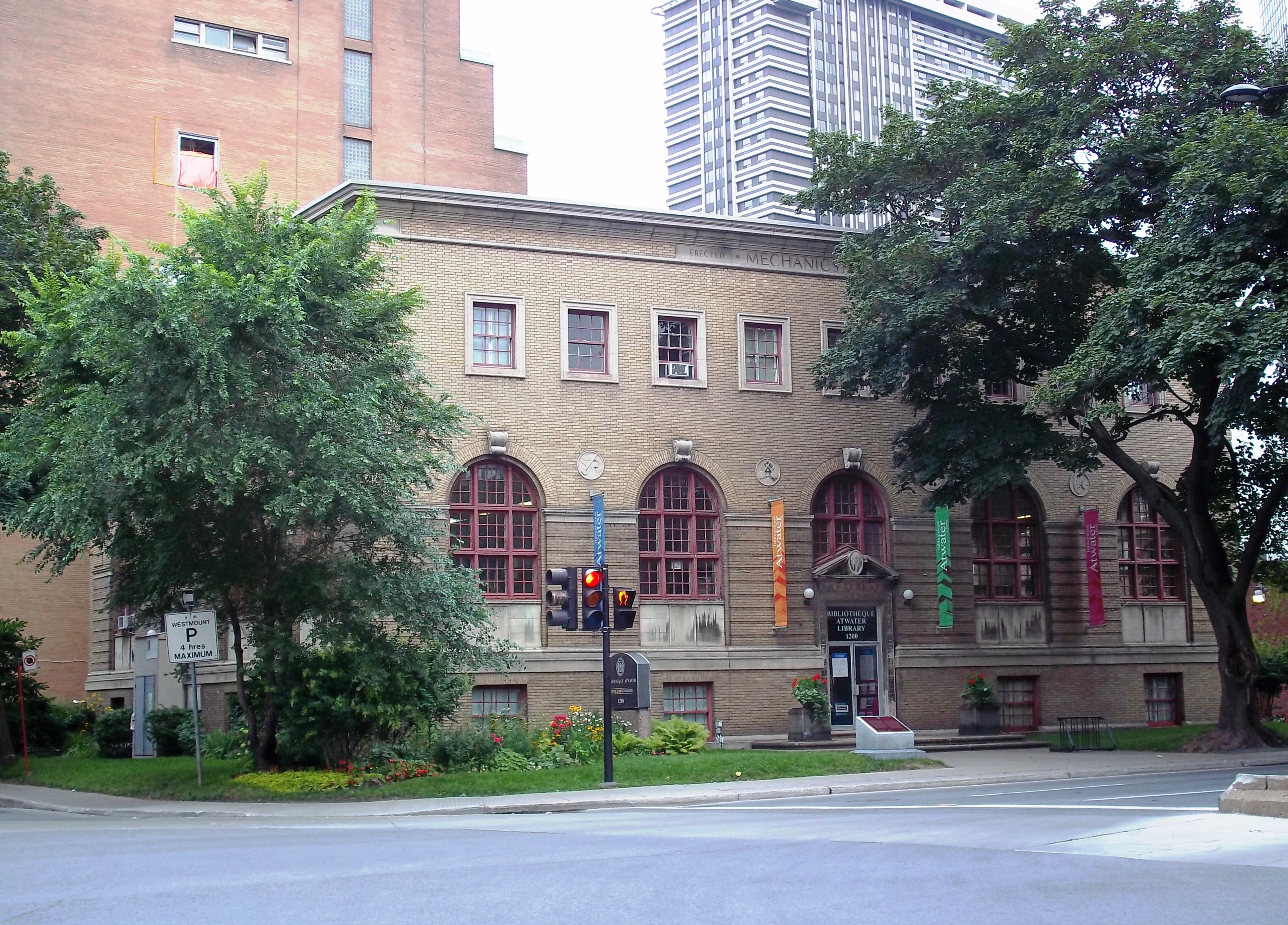
Библиотека Этуотера Института механики Монреаля

- 1828: Библиотека Атуотера Института механики Монреаля

### Ирландия
- 1922: Центральная католическая библиотека

### Великобритания
- 1653: Библиотека Четема
- 1680: Библиотека Innerpeffray
- 1704: Библиотека Томаса Плюма
- 1741: Библиотека горняков Ледхиллс
- 1768: библиотека Лидса
- 1788: Библиотека Льняного зала
- 1793: Литературно-философское общество Ньюкасл-апон-Тайн
- 1793: Приходская библиотека Вестеркирк
- 1797: Атенеум (Ливерпуль)
- 1799: Библиотека подписки Тавистока
- 1800: Библиотека Лангхольма
- 1806: Библиотека Портика
- 1810: Собственная библиотека Плимута
- 1812: Плимутская библиотека атенеума
- 1813: Девон и Эксетерский институт
- 1816: Библиотека подписки Ноттингема
- 1818: Библиотека Морраба
- 1824: Королевский литературный и научный институт Бата
- 1824: читальный зал и библиотека Ипсвичского института
- 1832: Библиотека Института Брэдфорда Механики
- 1832: Городское библиотечное общество Саффрон Уолден
- 1834: Гилфордский институт Университета Суррея
- 1839: литературное и научное учреждение Хайгейта
- 1841: Лондонская библиотека
- 1854: Институт Бирмингема и Мидленда
- 1889: Жилая библиотека Святого Дейниола
- 1894: Институт Бишопсгейт
- 1912: Библиотека Армитта
- 1928: Библиотека Сибил Кэмпбелл

### Соединенные Штаты
- 1731: Библиотечная компания Филадельфии
- 1747: Библиотека Редвуда и Атенеум
- 1748: Чарльстонское библиотечное общество
- 1753: Провиденс Атенеум
- 1754: Библиотека Общества Нью-Йорка
- 1795: Библиотечное общество Лексингтона (Кентукки)
- 1804: Библиотека социального права
- 1807: Boston Athen Atum
- 1810: Салем Атенеум
- 1814: Атенеум Филадельфии
- 1816: Библиотечное общество Нового Орлеана
- 1817: Портсмутский атенеум
- 1820: Общее общество механиков и торговцев города Нью-Йорка
- 1820: Библиотека благотворительной ассоциации механиков штата Мэн в Портленде
- 1820: Нью-Йоркская торговая библиотека
- 1826: Библиотека института (Нью-Хейвен)
- 1835: Торговая библиотека Цинциннати
- 1846: Ассоциация торговых библиотек Сент-Луиса
- 1853: Конгрегационная библиотека и архивы
- 1854: Институт механики Сан-Франциско
- 1890: Библиотечная ассоциация Ланье (Библиотека Ланье Северной Каролины)
- 1897: Библиотека Тимрода
- 1899: Библиотека музыки и искусств Атенеум Ла Холья
- 1900: Тайная библиотека Милфорда, Милфорд, Огайо[9]
- 1947: Библиотека сообщества Мендосино
- 1999: Библиотека Джона Тригга Эстера
- 2015: Фолио: Seattle Athenaeum[10]